# Temple of Rock
I Temple of Rock, noti anche come Michael Schenker's Temple of Rock sono un supergruppo heavy metal formatosi a Los Angeles nel 2010.

## Storia
La band nasce dall'unione di alcuni noti musicisti; si tratta in parte di membri o ex membri dei Michael Schenker Group, che decisero di fondare un gruppo di musica hair metal di stampo anni novanta.
Pubblicarono il loro primo album, Temple of Rock nel 2013, il quale ottenne un discreto successo; l'attività del gruppo proseguì quindi in maniera costante, fino al 2019, quando, dopo aver pubblicato tre album, diminuì a causa del ritorno del Michael Schenker Group.

## Formazione

### Attuale
- Jizzy Pearl - voce (2015-2016)
- Michael Schenker - chitarra (2010-2016)
- Wayne Findlay - chitarra e tastiere (2010-2016)
- Francis Buchholz - basso (2010-2016)
- Herman Rarebell - batteria (2010-2016)

### Membri precedenti
- Michael Voss - voce (2010-2012)
- Doogie White - voce (2012-2015)

## Discografia
- 2011 – Temple of Rock
- 2013 – Bridge the Gap
- 2015 – Spirit on a Mission